# Omiodes basalticalis
Omiodes basalticalis là một loài bướm đêm trong họ Crambidae.